# Summit Entertainment

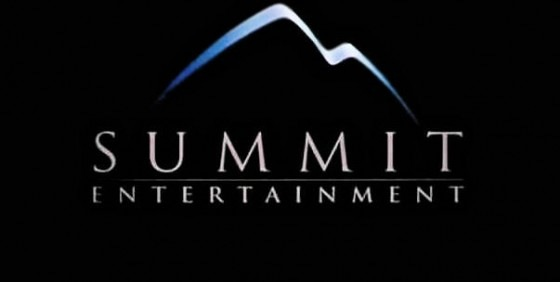

Summit Entertainment LLC (voorheen Summit Entertainment LP) is een Amerikaans/Britse filmstudio gevestigd in Universal City, in de San Fernando Valley bij Los Angeles. Andere kantoren van het bedrijf bevinden zich in Londen.
Summit werd opgericht in 1991 door Patrick Wachsberger, Bob Hayward en David Garrett als een productie-, distributie en verkoopbedrijf. In 2006 werd de studio onafhankelijk en voegde voormalig Paramount Pictures-medewerker Rob Friedman zich bij de organisatie. Hierna werd het bedrijf flink uitgebouwd door investeerders als Merrill Lynch.
Aanvankelijk produceerde de studio een rij flops, waaronder P2, Penelope, Never Back Down en Sex Drive. In 2008 kreeg de studio een succes in handen met de verfilming van het boek Twilight. Drie succesvolle vervolgen zijn inmiddels uitgebracht, het vierde en laatste deel is uitgekomen in november 2012. Begin 2009 bracht de studio Knowing uit, na Twilight de tweede film die in de Verenigde Staten de eerste plaats in de kaartverkooplijsten aanvoerde. The Hurt Locker uit 2008 was met name onder filmrecensenten een groot succes. De film won een Oscar voor beste film, als eerste film van Summit.